# Juan Ignacio Luca de Tena y García de Torres
Juan Ignacio Luca de Tena y García de Torres, II marquès de Luca de Tena (Madrid, 23 d'octubre de 1897 - 11 de gener de 1975), va ser un comediògraf, diplomàtic i periodista espanyol.

## Biografia
Fill del periodista Torcuato Luca de Tena y Álvarez Ossorio i pare del periodista Guillermo Luca de Tena i de l'escriptor, i també periodista, Torcuato Luca de Tena, es va llicenciar en dret a la Universitat Central el 1918. Des de molt jove es va consagrar al periodisme en l'empresa familiar. Va ser elegit diputat per Sevilla a les eleccions generals espanyoles de 1923 i director de ABC a la mort del seu pare, el 1929 va fundar ABC de Sevilla.
Tres setmanes després de proclamada la II República, va viatjar a Londres per consultar amb el rei Alfons XIII la formació d'un comitè electoral que preparés una candidatura monàrquica per a les eleccions a Corts Constituents que s'anaven a celebrar al juny de 1931. A la seva tornada, va engegar el Cercle Monàrquic Independent.
Durant la Guerra Civil Espanyola, l'ABC de Madrid va ser confiscat pel Govern del Front Popular i va passar a les mans del Govern de la II República. Juan Ignacio Luca de Tena va mantenir l' ABC de Sevilla, un dels més decidits suports contra la república i en suport de la monarquia. Després va ser ambaixador a Xile (1941-1943) i a Grècia (1962), en missió especial per a les noces del príncep Juan Carlos de Borbó i Sofia de Grècia. Va ser escollit acadèmic de la Llengua el 1944 i va ingressar amb un discurs sobre Sevilla i el teatre dels Quintero el 1946. El 1951 va obtenir el premi Agustín Pujol pel seu drama El còndor sin alas.
Va posseir la Creu del mèrit militar amb distintiu vermell i medalla de la campanya; la Gran Creu al Mèrit de Xile; la Gran Creu Juan Pablo Duarte de la República Dominicana i és comanador de l'Àguila Alemanya i de l'Orde de la Medahuia. Durant la dictadura de Franco, va pertànyer al consell privat de Joan de Borbó i va ser un incondicional defensor de la restauració de la monarquia espanyola sota un règim constitucional, la qual cosa va ocasionar nombroses censures sofertes pel diari ABC durant el règim franquista.
Va contreure primeres noces el 15 de setembre de 1919 a Madrid (Espanya), amb Catalina Brunet Serrano, morta el 6 de novembre de 1943 a Madrid, amb la que va tenir nou fills: Esperanza (1920–2015), Luisa (1921–2010), Torcuato (1923–1999), Pilar (1925–1966), Paloma (1926), Guillermo (1927–2010), Rosa (1929), Calina (1934) i Victoria (1935) Luca de Tena Brunet.
Va contreure segones noces el 20 de març de 1946 a Madrid amb Isabel Bertán Güell, morta el 3 d'agost de 1983 a Madrid (Espanya), amb la que no ha tingut fills.

## Obres
Aviat va mostrar el seu interès pel teatre, perquè ja als disset anys va estrenar la comèdia Lo que ha de ser; el seu gran èxit arribaria amb la farsa ¿Quién soy yo?, estrenada el 1935 i que va ser premi Piquer de 1935, un premi atorgat per la Reial Acadèmia a la millor comèdia de cada any. És sens dubte la seva millor obra i s'inspira en El otro, de Miguel de Unamuno. El tema és la suplantació de la personalitat i l'acció transcorre en Saldaria, un país imaginari, el president del qual, Mario Colomer, troba un doble perfecte i consentit en Juan Brandel; acceptat el joc, Brandel es guanya el favor del poble i fins el de Claudina, amant sense correspondència del veritable president. L'enfrontament per gelosia entre els dirigents acaba amb la mort d'un dels dos, sense que el públic sàpiga amb certesa qui s'ha lliurat de tan delicat tràngol. En l'obra abunden les referències polítiques no difícils d'interpretar en clau antirepublicana. L'èxit d'aquesta obra va motivar que l'autor li escrivís una continuació, Yo soy Brandel (1938).
La seva comèdia més citada és però Don José. Pepe y Pepito (1952), encara que la seva producció inclou altres èxits com El dilema, Las canas de Don Juan (1925), Dos mujeres a las nueve (premi Nacional Jacinto Benavente, 1949), Las chicas del taller (1963), Yo soy Brandel (1969), El rey de las finanzas (1972), etc. En la seva comèdia ¿Dónde vas, Alfonso XII? (1957) que té per tema l'amor d'Alfons XII per la morta prematurament reina Mercè, toca una de les seves obssessions: la monarquia, que idealitza en línia amb la seva ideologia monàrquica abocada a través del diari que va dirigir, ABC. També va escriure llibrets de sarsuela: El emigrante i El huésped del sevillano, aquesta última inspirada en La ilustre fregona de Miguel de Cervantes. Altres obres seves són Por el amor de Dios, María del Mar, Eduardo y su vecina, El dinero del duque, Divino tesoro, La eterna invitada, Las hogueras de San Juan, Espuma del mar, De lo pintado a lo vivo, La escala rota, El sombrero de tres picos, (adaptació de la novel·la homònima de Pedro Antonio de Alarcón), Dos cigarrillos en la noche, El pulso era normal i l'òpera còmica 1830.
El teatre de Lucc de Tena pertany a l'anomenada alta comèdia segons els motlles establerts per Jacinto Benavente. Va ser un dels autors representatius d'aquesta tendència escapista en la postguerra civil espanyola.

### Teatre
- Las canas de Don Juan (1925).
- La condesa María (1927)
- El huésped del sevillano (1927), sarsuela amb Enrique Reoyo i música de Jacinto Guerrero.
- ¿Quién soy yo? (1935)
- Yo soy Brandel (1938), continuació de l'anterior.
- Dos mujeres a las nueve (1949) premi Nacional Jacinto Benavente, 1949.
- El cóndor sin alas (1951)
- Don José, Pepe y Pepito (1952)
- ¿Dónde vas, Alfonso XII? (1957)
- ¿Dónde vas triste de ti? (1959).
- Las chicas del taller (1963).
- El rey de las finanzas (1972).